# Liste der Monuments historiques in Soultzmatt
Die Liste der Monuments historiques in Soultzmatt führt die Monuments historiques in der französischen Gemeinde Soultzmatt auf.

## Liste der Bauwerke
| Bezeichnung                       | Beschreibung | Standort                                             | Kennzeichnung | Schutzstatus                          | Datum               | Bild           |
| --------------------------------- | --- | ---------------------------------------------------- | ------------- | ------------------------------------- | ------------------- | -------------- |
| Langenstein                       | Menhir | westlich der Stadt auf dem Großen Pfingstberg (Lage) | PA00085692    | Classé                                | 1938                | weitere Bilder |
| Kirche St-Sébastien               | Glockenturm zwischen 1120 und 1140; Schiff ab der Mitte des 12. Jahrhunderts, mehrfach umgebaut; Chor von 1759/60           | Place Frédéric Kessler (Lage)                        | PA00085689    | Inscrit Classé Inscrit Classé Inscrit | 1934 1935 1936 1962 | weitere Bilder |
| Winzerhof                         | Massivbau, bezeichnet 1617                                                                                                  | 2 place Frédéric Kessler (Lage)                      | PA00085691    | Inscrit                               | 1934                | weitere Bilder |
| Kirche Ste-Odile                  | 1859 erbaut, mit älteren Bauteilen: Turm vom Ende des 12. Jahrhunderts, Chor aus dem 14. Jahrhundert, Barockportal von 1778 | Wintzfelden, rue Principale (Lage)                   | PA00135161    | Classé                                | 1995                | weitere Bilder |
| Kapelle Notre-Dame du Schaefertal | Chor 1511 geweiht, 1594 und 1745 erweitert                                                                                  | westlich der Stadt im Val du Pâtre (Lage)            | PA00085687    | Inscrit                               | 1987                | weitere Bilder |
| Brunnen                           | bezeichnet 1663 | Rue des Boulangers (Lage)                            | PA00085690    | Inscrit                               | 1934                | weitere Bilder |
| Rumänischer Friedhof              | für im Ersten Weltkrieg gestorbene rumänische Kriegsgefangene, 1919/20 angelegt                                             | westlich der Stadt im Val du Pâtre (Lage)            | PA68000069    | Inscrit                               | 2017                | weitere Bilder |
| Sources de Soultzmatt             | Gebäude zur Mineralwasserabfüllung, ab 1840                                                                                 | 5 avenue Nessel (Lage)                               | PA00135162    | Inscrit                               | 1995                |                |
| Kloster Schwarzenthann            | Kloster 1124 gegründet, 1531 aufgegeben; Grundmauern der Kirche und der Konventgebäude erhalten                             | Wintzfelden, südwestlich des Ortes (Lage)            | PA68000060    | Classé                                | 1982                | weitere Bilder |
| Château Wagenbourg                | Niederungsburg vom Ende des 15. Jahrhunderts, im 18. Jahrhundert erweitert und zum Schloss umgebaut                         | 25 rue de la Vallée (Lage)                           | PA00085688    | Inscrit                               | 1987                | weitere Bilder |

## Liste der Objekte
| Bezeichnung                                                                                      | Beschreibung | Standort                          | Kennzeichnung | Schutzstatus | Datum     | Bild           |
| ------------------------------------------------------------------------------------------------ | --- | --------------------------------- | ------------- | ------------ | --------- | -------------- |
| Hauptaltar                                                                                       | Altartisch, Tabernakel, Retabel, Baldachin, acht Skulpturen, sechs Leuchter und ein Gemälde; Holz, farbig gefasst und vergoldet, sowie Ölfarbe auf Leinwand, 1777 | in der Kirche St-Sébastien (Lage) | PM68000351    | Classé       | 1982      | weitere Bilder |
| Josefsaltar                                                                                      | rechter Seitenaltar; Altartisch, Retabel, zwei Gemälde und zwei Skulpturen; Holz, farbig gefasst und vergoldet, sowie Ölfarbe auf Leinwand, 1778                  | in der Kirche St-Sébastien (Lage) | PM68000353    | Classé       | 1982      | weitere Bilder |
| Orgel                                                                                            | Ensemble aus PM68000369 und PM68000730 | in der Kirche St-Sébastien (Lage) | PM68000944    | Classé       | 1982 1996 | weitere Bilder |
| Orgelprospekt                                                                                    | 1837/38 von Callinet Frères gebaut | in der Kirche St-Sébastien (Lage) | PM68000369    | Classé       | 1982      | weitere Bilder |
| Instrumentalteil der Orgel                                                                       | 1837/38 von Callinet Frères gebaut | in der Kirche St-Sébastien (Lage) | PM68000730    | Classé       | 1996      | weitere Bilder |
| Franz-Xaver-Altar                                                                                | linker Seitenaltar; Altartisch, Retabel, zwei Gemälde und zwei Skulpturen; Holz, farbig gefasst und vergoldet, sowie Ölfarbe auf Leinwand, 1777                   | in der Kirche St-Sébastien (Lage) | PM68000352    | Classé       | 1982      | weitere Bilder |
| Grabdenkmal für Wilhelm Capler und Adelheid Beger von Geispolsheim                               | Hochrelief aus Sandstein, 1495 | in der Kirche St-Sébastien (Lage) | PM68000358    | Classé       | 1982      | weitere Bilder |
| Skulpturengruppe Kruzifix und Putti mit den Leidenswerkzeugen über einer Wolke                   | Holz, farbig gefasst und vergoldet, 1778 | in der Kirche St-Sébastien (Lage) | PM68000361    | Classé       | 1982      |                |
| Zelebrantenstuhl                                                                                 | Holz, farbig gefasst und vergoldet, zweite Hälfte des 18. Jahrhunderts                                                                                            | in der Kirche St-Sébastien (Lage) | PM68000362    | Classé       | 1982      |                |
| Grabplatte mit dem Wappen von Ellenwiller                                                        | Sandstein, 14. Jahrhundert; vom Kloster Schwarzenthann | Wintzfelden, im Lapidarium (Lage) | PM68000440    | Classé       | 1981      |                |
| Sarkophag in Wandnische                                                                          | Sandstein, Ende des 12. Jahrhunderts; vom Kloster Schwarzenthann                                                                                                  | Wintzfelden, im Lapidarium (Lage) | PM68000442    | Classé       | 1981      |                |
| Chorgestühl                                                                                      | Holz, vermutlich aus dem 19. Jahrhundert | in der Kirche St-Sébastien (Lage) | PM68001174    | Inscrit      | 1982      | weitere Bilder |
| Monstranz                                                                                        | Kupfer, vergoldet, 15. Jahrhundert | in der Kirche St-Sébastien (Lage) | PM68000350    | Classé       | 1978      |                |
| Skulptur Heiliger Sebastian                                                                      | Holz, um 1775 | in der Kirche St-Sébastien (Lage) | PM68000360    | Classé       | 1982      | weitere Bilder |
| Nische mit Waschbecken                                                                           | Sandstein, 18. Jahrhundert | in der Kirche St-Sébastien (Lage) | PM68000363    | Classé       | 1982      |                |
| Grabplatte mit Palmetten                                                                         | Sandstein, 12. Jahrhundert; vom Kloster Schwartzenthann | Wintzfelden, im Lapidarium (Lage) | PM68000438    | Classé       | 1981      |                |
| Dominikus- und Franziskus-Altar                                                                  | im nördlichen Seitenschiff; Altartisch, Retabel und Gemälde; Holz, farbig gefasst und vergoldet, sowie Ölfarbe auf Leinwand, zweite Hälfte des 18. Jahrhunderts   | in der Kirche St-Sébastien (Lage) | PM68000354    | Classé       | 1982      |                |
| Grabdenkmal für Heinrich Christoph von Jestetten und Maria Margaretha Blüm von Horndorff-Seedorf | Sandstein, erste Hälfte des 18. Jahrhunderts | in der Kirche St-Sébastien (Lage) | PM68000359    | Classé       | 1982      |                |
| Gemälde Opferung Isaaks                                                                          | Ölfarbe auf Leinwand, zweite Hälfte des 18. Jahrhunderts | in der Kirche St-Sébastien (Lage) | PM68000365    | Classé       | 1982      |                |
| Gemälde Die vierzehn Nothelfer                                                                   | Ölfarbe auf Leinwand, 18. Jahrhundert | in der Kirche St-Sébastien (Lage) | PM68000367    | Classé       | 1982      |                |
| Grabplatte mit konzentrischen Kreisen                                                            | Sandstein, 12. Jahrhundert; vom Kloster Schwartzenthann | Wintzfelden, im Lapidarium (Lage) | PM68000439    | Classé       | 1981      |                |
| Grabplatte mit Wappenschild und Helm                                                             | Sandstein, Anfang des 14. Jahrhunderts; vom Kloster Schwartzenthann                                                                                               | Wintzfelden, im Lapidarium (Lage) | PM68000531    | Classé       | 1981      |                |
| Glocke                                                                                           | Bronze, 1367 gegossen | in der Kirche St-Sébastien (Lage) | PM68000349    | Classé       | 1969      |                |
| Kanzel                                                                                           | Holz, farbig gefasst und vergoldet, 1778 | in der Kirche St-Sébastien (Lage) | PM68000355    | Classé       | 1982      | weitere Bilder |
| Grabdenkmal für Johann Christoph von Breitenlaudenberg                                           | Sandstein, 1616 | in der Kirche St-Sébastien (Lage) | PM68000356    | Classé       | 1982      |                |
| Grabdenkmal für Joseph Eusebius von Breitenlandenberg                                            | Sandstein, 1729 | in der Kirche St-Sébastien (Lage) | PM68000357    | Classé       | 1982      |                |
| Flachrelief Taufe Christi                                                                        | mit Rahmen; Holz, farbig gefasst und vergoldet, zweite Hälfte des 18. Jahrhunderts, nach Pierre Mignard                                                           | in der Kirche St-Sébastien (Lage) | PM68000364    | Classé       | 1982      |                |
| Gemälde Opfer des Melchisedechs                                                                  | Ölfarbe auf Leinwand, zweite Hälfte des 18. Jahrhunderts | in der Kirche St-Sébastien (Lage) | PM68000366    | Classé       | 1982      |                |
| Kelch und Patene                                                                                 | mit Lederetui; Silber, vergoldet, 1756 von Johann Georg Pick | in der Kirche St-Sébastien (Lage) | PM68000368    | Classé       | 1982      |                |
| Grabplatte mit Rosetten                                                                          | Sandstein, 12. Jahrhundert; vom Kloster Schwartzenthann | Wintzfelden, im Lapidarium (Lage) | PM68000441    | Classé       | 1981      |                |